# Boufarik
Boufarik è una città dell'Algeria, che si trova nella provincia di Blida.
Città famosa per le arance, che sono anche all'origine della popolare bibita Orangina, nata qui.

## Infrastrutture e trasporti

### Strade
- Autostrada A1, chiamata anche l'autostrada dell'ovest, che attraversa il territorio comunale, con due uscite: Boufarik Nord e Boufarik Ovest.